# Phaonia scotti
Phaonia scotti este o specie de muște din genul Phaonia, familia Muscidae, descrisă de Fritz Isidore van Emden în anul 1943.
Este endemică în Etiopia. Conform Catalogue of Life specia Phaonia scotti nu are subspecii cunoscute.